# 奈及利亞奧林匹克委員會
尼日利亞奧林匹克委員會（Nigeria Olympic Committee）是尼日利亞的國家奧林匹克委員會。該組織成立於1950年，是國際奧委會和非洲國家奧林匹克委員會聯合會的成員。1952年，首次派員參加在芬蘭赫爾辛基舉辦的夏季奧運會。
現時，尼日利亞奧林匹克委員會的總部設在首都拉各斯，主席是Sani Ndanusa。

## 資料來源
1. ↑  .   [2014-04-28]. （原始内容存档于2019-03-23）.